# Franciscus de le Boë
Pour les articles homonymes, voir Sylvius et Boe (homonymie).
Franciscus de le Boë, ou, de son nom latin, Franciscus Sylvius (Hanau, 15 mars 1614 – Leyde, 16 novembre 1672) est un médecin, anatomiste, chimiste et physiologiste, né en Allemagne, qui passa la plus grande partie de sa vie dans les Provinces-Unies (aujourd'hui les Pays-Bas). Champion des théories de Descartes, Van Helmont et William Harvey, il fut l’un des premiers, dans son pays d'adoption, à soutenir la théorie de la circulation du sang ; il attira l'attention sur l'importance des processus chimiques en médecine.

## Biographie
On sait de Sylvius que son nom aux Pays-Bas était « de le Boë » ; « Sylvius » est, en latin, le nom des personnes appelées « Dubois », ou portant un nom équivalent. Sa famille, qui était aisée, était originaire de Cambrai et s'était exilée pour des raisons religieuses.
Il étudia la médecine à l’Académie protestante de Sedan et, à partir de 1632–1634, à l’université de Leyde sous Adolphe Vorstius et Otto Heurnius. En 1634, il soutint, sous la présidence de Vorstius, un débat intitulé Positiones variae medicae, dans lequel il défendait la thèse de l'existence d'une circulation pulmonaire. Après un voyage d’étude à Iéna et Wittenberg, il obtint le titre de médecin en soutenant, le 16 mars 1637, une thèse intitulée De animali motu ejusque laesionibus, à l’université de Bâle, sous la présidence d’Emmanuel Stupanus (en),.
Il pratiqua la médecine dans sa ville natale d’Hanau, mais revint à Leyde en 1639 pour donner des conférences. C’est à cette période qu’il devint célèbre pour ses démonstrations sur la circulation du sang. À partir de 1641, il entretint une lucrative pratique médicale à Amsterdam.
C'est à Amsterdam qu'il rencontra Johann Rudolf Glauber, qui l’initia à la chimie. On peut considérer que Sylvius est l’un des pionniers de la chimie clinique moderne. Estimant que les processus chimiques jouaient un rôle important dans le corps humain, il déduisait que leur étude pouvait contribuer à la qualité du diagnostic et du traitement, point de vue très sujet à controverse à cette époque.
Même si bien des collègues critiquaient ses idées, il fut nommé, en 1658, professeur de médecine à l’université de Leyde avec 1 800 florins d’appointements (le double du salaire habituel). Il réunit autour de lui une équipe de chercheurs, parmi lesquels Reinier de Graaf et Jan Swammerdam. Il fut vice-chancelier de l’université en 1669–1670.

## Œuvre

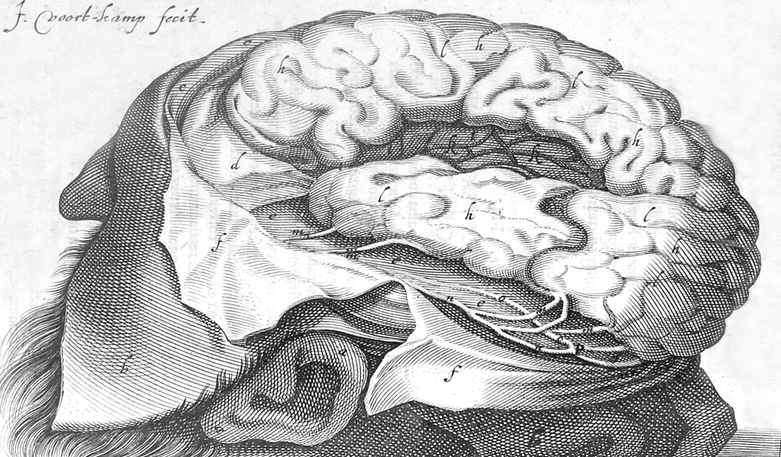
Ce dessin de Sylvius, gravé par J. Voort Kamp et publié en 1641, a contribué à faire donner le nom de Sylvius au sillon latéral

En 1669, Sylvius fonda, à l’université de Leyde, le premier laboratoire universitaire de chimie en Europe et rendit cette université mondialement connue par son enseignement de l'iatrochimie, selon laquelle tous les processus vitaux, pathologiques ou non, sont fondés sur des actions chimiques. Cette école de pensée tentait de comprendre la médecine en termes de règles universelles de physique et de chimie. L'enthousiasme de Sylvius attira des étudiants de nombreux pays. Les plus célèbres furent Burchard de Volder (de), Jan Swammerdam, Reinier de Graaf et Niels Stensen.
Sylvius fut le premier à établir un lien direct entre les nodules pulmonaires chez les tuberculeux et la maladie elle-même. Il étudia également l’influence des sels sur la digestion en introduisant le concept d’affinité chimique comme moyen de comprendre la façon dont le corps humain utilise les sels. Il a ainsi grandement contribué à la compréhension de la digestion et des fluides corporels.
Sylvius a étudié la structure du cerveau et décrit le mince tube entre le troisième et le quatrième ventricule du cerveau, qu’on appelle maintenant « aqueduc de Sylvius » ; il se situe dans la « scissure de Sylvius », découverte également par Sylvius, selon Caspar Bartholin le Vieux dans Anatomicae institutiones corporis humani de 1641. Cependant, comme Caspar Bartholin est mort en 1629 et que Sylvius n’a commencé à pratiquer la médecine qu’en 1632, on a soutenu que les termes décrivant la scissure de Sylvius étaient dues soit à son fils Thomas Bartholin, voire à Franciscus Sylvius lui-même. Dans son propre Disputationem medicarum decas, Sylvius décrit, en 1663, la scissure latérale : « Particulièrement remarquable est la profonde fissure ou scissure qui commence à la racine des yeux (oculorum radices) […] elle va de l’arrière au-dessus des tempes jusqu'aux racines du tronc cérébral (medulla radices). […] Elle divise le cerveau en une section supérieure, plus grande, et une inférieure, plus petite,, ». Il aurait également décrit l'artère sylvienne aux alentours de 1645.

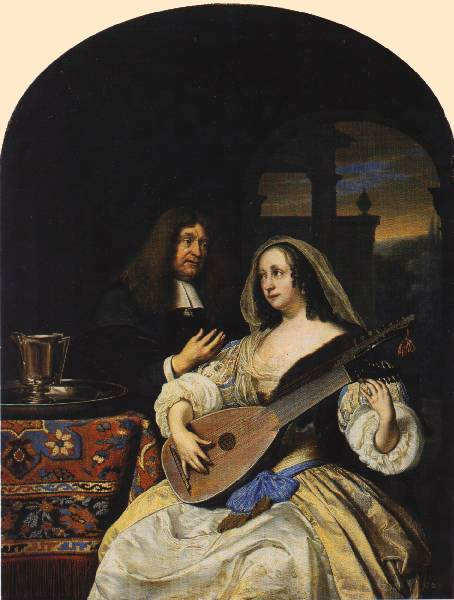
Sylvius et sa femme par Frans Mieris l’Ancien.

La sylvine, dont il conseillait l’usage en gastro-entérologie, est également nommée en son honneur.
On affirme que Sylvius a été le premier à distiller du genièvre, sans que cela puisse être établi avec certitude. De toute manière, il était expert dans la composition de potions médicinales et aurait, vers 1650, baptisé l’une d’entre elles « genièvre » (en français dans le texte) comme précurseur de la boisson actuelle le gin,. En ce XVIIe siècle de peintres très chers et très appréciés, il possédait également une collection de 190 tableaux, dont neuf de Mieris l’Ancien et onze de Gérard Dou.

## Œuvres (liste partielle)
Les œuvres de Sylvius sont en latin.
- Praxeos medicae idea nova, 1671 — En ligne :
  - Praxeos medicae idea nova, 3e  éd., 1675
- Opera medica, hoc est Disputationum medicarum decas, Genève, 1681 : numérisation Google, numérisation Gallica
- Casus medicinales annorum 1659–60 et 61, Utrecht, 1695

### Éponymie
- Structures anatomiques :
  - artère sylvienne (ou artère cérébrale moyenne) ;
  - scissure de Sylvius (ou sillon latéral), déjà aperçue clairement toutefois par Girolamo Fabrizi d'Acquapendente[15] ;
  - aqueduc de Sylvius (ou aqueduc mésencéphalique).
- Lieux (à Leyde) :
  - laboratoire Sylvius ;
  - rue Sylvius, où se situe le laboratoire Sylvius[16].